# Tacotalpa
Tacotalpa es una ciudad mexicana ubicada en el estado de Tabasco, cabecera del municipio homónimo. Es una de las ciudades más antiguas del estado.[cita requerida]
Se tiene noticias de que ya en 1531 se menciona a la población indígena de Tacotalpa dentro de las que Francisco de Montejo y León "el Mozo" reclutó indígenas para su campaña militar en Yucatán, aunque la fundación española se realizó en 1677 con el traslado de los poderes de la provincia de Tabasco, al haberse asentado los españoles cerca de la población indígena de Tacotalpa, ya que los piratas habían destruido San Juan de Villahermosa, que era la capital, dándole el nombre oficial de Tacotalpa de la Real Corona.[cita requerida]
La ciudad ha sido muy importante en la historia de Tabasco, al ser declarada en tres ocasiones como capital de Tabasco, primero fue capital por 118 años, cuando en 1677 San Juan Bautista de Villahermosa fue destruida por los piratas, después en 1847 cuando la Intervención estadounidense en Tabasco obligó a las autoridades tabasqueñas a abandonar la capital San Juan Bautista e instalarse en esta villa nombrándola capital provisional, y también fue nombrada capital en junio de 1863 cuando los imperialistas franceses tomaron la capital del estado.
Durante la intervención francesa en Tabasco de 1863, fueron muchos los tacotalpenses que se alzaron en contra del invasor, entre los que sobresale el coronel Lino Merino.
La ciudad es conocida por albergar gran parte de la historia colonial de Tabasco, pero las fuertes inundaciones del río de la Sierra destruyeron prácticamente la totalidad de los edificios coloniales de la que fuese la otra capital colonial del estado, sobreviviendo milagrosamente la iglesia de Nuestra Señora de la Asunción que data de 1710.

## Toponimia
Su nombre proviene del vocablo náhuatl Taco-tlal-pan, que significa "tierra de breñas o malezas". Durante la época de la colonia, al ser declarada capital de la provincia de Tabasco en 1677, el alcalde mayor Diego de Loyola fundó la población con el nombre de Tacotalpa de la Real Corona.

## Población
La ciudad de Tacotalpa tiene en la actualidad una población de 7,710 habitantes, siendo una de las dos cabeceras municipales más pequeñas de Tabasco. INEGI 2020

## Historia
Se cree que en los siglos V y VI, indígenas mayas zoques iniciaron el poblamiento del territorio que hoy es Tacotalpa. Importantes piezas arqueológicas entre los siglos VIII al X DC, descubiertas por el etnólogo y poeta tabasqueño Carlos Pellicer Cámara en las Grutas de "Cuesta Chica", cercanas a la hoy villa de Tapijulapa, sugieren la utilización de estas cuevas como centros ceremoniales ya que no se han encontrado edificios, solo basamentos sin importancia.
Según el historiador local Ciro Coutiño López, esta región al ser descubierta por los españoles fue llamada Sierra de los zoques.

### La Colonia
Tras una resistencia que duró poco más de 5 años, los zoques fueron sometidos y en 1531 una gran cantidad de ellos, originarios de las encomiendas de Tacotalpa y Oxolotán, fueron reclutados a la fuerza por Francisco de Montejo y León "el Mozo" para reforzar la campaña militar de Campeche en donde dieron batalla al mando de Juan de Lerma.

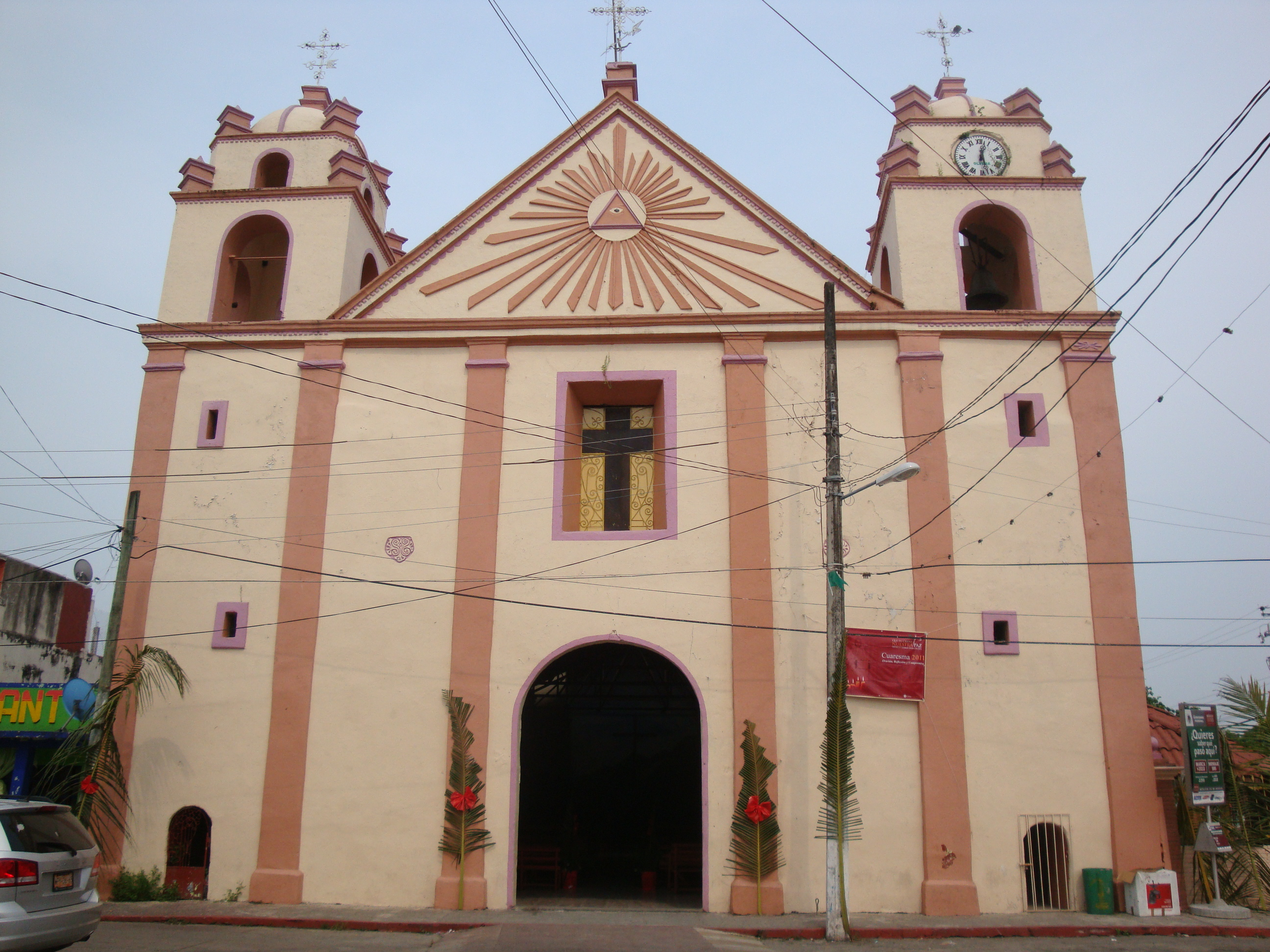
Iglesia de Nuestra Señora de la Asunción en la ciudad de Tacotalpa. Es la iglesia más antigua de Tabasco ya que su construcción culminó en 1710 cuando Tacotalpa era la capital colonial de Tabasco.

En 1535, las poblaciones de Tacotalpa y Oxolotán fueron encomendadas a Bernardino de Medina, un español sediento de riquezas y aventuras que al poco tiempo las dejó abandonadas para enrolarse con el conquistador Hernán Cortés en sus viajes expedicionarios por las costas del Pacífico; por el abandono de Medina las encomiendas le fueron entregadas a Tomás Rijoles quien pasado un tiempo también las abandonó, por lo que luego de una breve disputa el 27 de junio de 1543, fueron arrebatadas por el propio Francisco de Montejo, quien nombró como su representante a Francisco Ramírez.
En camino hacia Ciudad Real (hoy, San Cristóbal de las Casas) en 1545 provenientes de Santa María de la Victoria llegaron a Tacotalpa los frailes dominicos Bartolomé de las Casas, Tomás de la Torre, Domingo de Medinilla, Alonso de Villalva, Domingo de Ara, Juan de Cabrera, Domingo de Vico, Juan Guerrero, Pedro de la Cruz, Jorge de León y Pedro Rubio, entre otros.
Según relato de fray Tomás de la Torre, los indígenas advertidos de la llegada del obispo Bartolomé de las Casas, construyeron una iglesia de cañas y paja que “estaba a gran distancia”.
Por lo anterior, es muy probable, que la antigua población indígena se hallara asentada en lo que es hoy son los terrenos del ingenio "Dos Patrias" o en el caserío del ejido Ceibita, y que esta primera iglesia de la que se tiene noticia, haya sido el centro para los asentamientos españoles en 1677, y con ello la fundación de la actual ciudad de Tacotalpa. Los frailes dominicos estuvieron allí el primer domingo de Cuaresma del año de 1545.
Fray Diego de Landa, obispo de Yucatán, durante una visita pastoral a la provincia de Tabasco en 1575, visitó las poblaciones indígenas zoques de Tacotalpa, Tapijulapa y Oxolotán.
En 1633 los frailes franciscanos Francisco Silvestre Magallón, Bernabé de Pastrana, Juan Fajardo, Buenaventura Valdés y Diego de Padilla, fundaron los conventos de Oxolotán y de Poposá (hoy, Lázaro Cárdenas).
Diez años después, el Convento de Oxolotán pasó a manos de los frailes dominicos desde donde atendían las doctrinas de los pueblos de Tacotalpa, Tapijulapa, Puxcatán, Teapa, Tecomajiaca, Jalapa, Astapa y Cacaos.

#### Capital de Tabasco
En 1677, debido a los ataques piratas que mantenían el control de la costa del Golfo de México y devastaban las poblaciones ribereñas de Tabasco, incursionan y destruyen la capital San Juan de Villahermosa, el Alcalde Mayor de Tabasco Diego de Loyola, da instrucciones de cambiar la capital de la provincia a Tacotalpa, instalando la capital, cerca de la población indígena, y nombrando a la villa: Tacotalpa de la Real Corona, para distinguirla de la población indígena a la que llamaban: Tacotalpa de los indios. El florecimiento de la villa, provocó que los españoles intentaran "enseñorearse" con ella, y Diego de Loyola intentó transformar el pueblo en una villa española.
En 1703 el alcalde mayor José Antonio Torres, quien seguía con la idea de Loyola de embellecer Tacotalpa, dio instrucciones de construir una nueva iglesia que estuviera acorde a la villa, por lo que se inició la construcción de piedra de la iglesia de Nuestra Señora de la Asunción, la cual se concluyó en 1710.
Poco antes, en 1705 un fuerte incendio destruyó la Casa Real ubicada en el centro de la villa. En ese terrible incendio, se quemaron entre otras muchas cosas, la Cédula Real y el Pendón Real de Villahermosa que habían sido llevados a Tacotalpa para salvarlos de los ataques piratas.

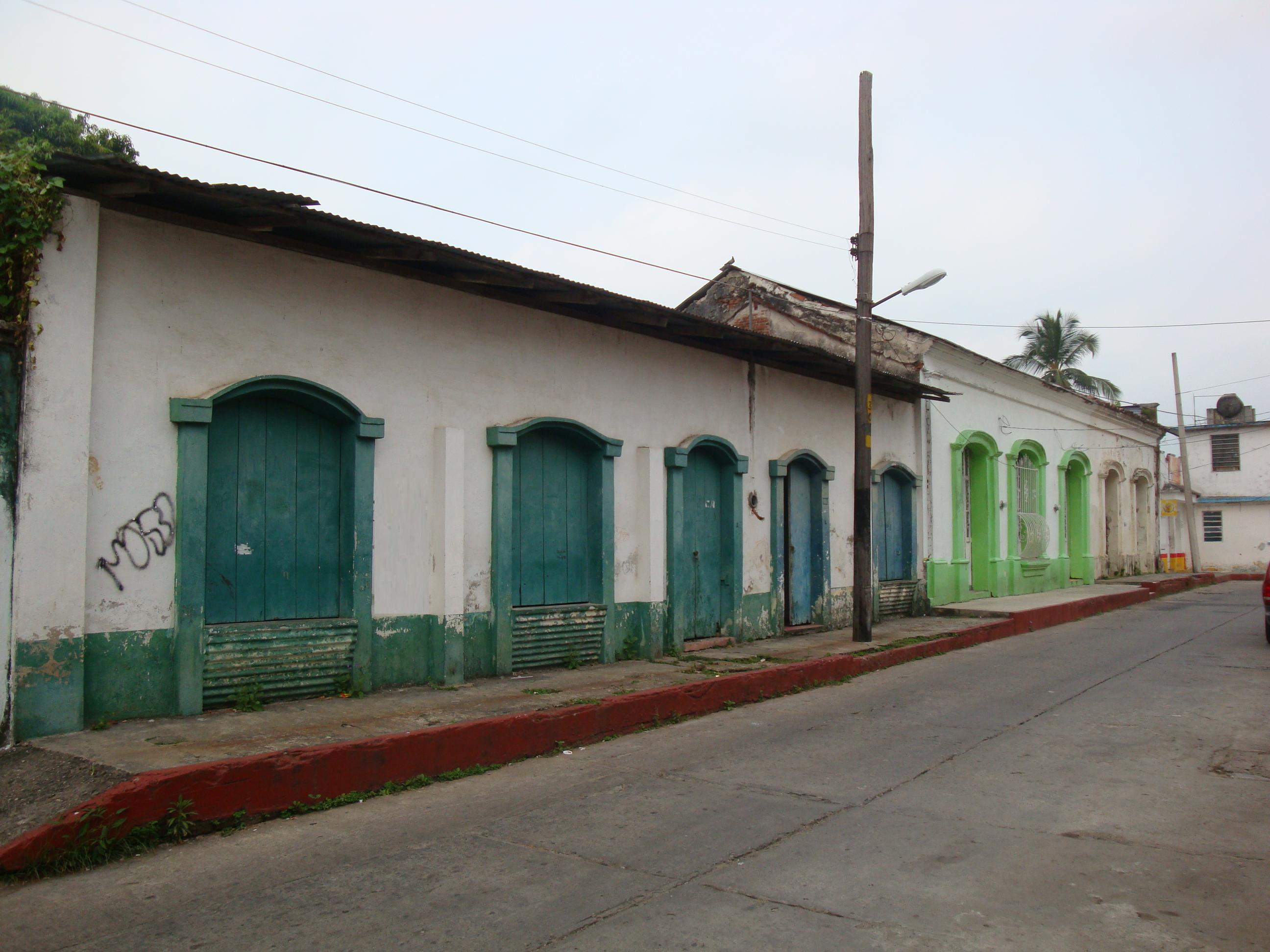
Casas antiguas en el centro de la ciudad consideradas monumentos históricos.

Con la finalidad de acabar de una vez por todas con el asedio de los piratas, en 1717 el Alcalde Mayor de Tabasco Alonso Felipe de Andrade, inició en la villa de Tacotalpa el reclutamiento y adiestramiento de un ejército para liberar la isla de Tris en poder de los piratas ingleses; el 16 de julio de ese año, coordinando las fuerzas de Tabasco, Veracruz y Yucatán logró apoderarse de la isla que desde entonces se llama Isla del Carmen.
Con la colaboración de la población se construyó una nueva Casa Real, la edificación duró hasta 1740 pero en 1759 fue destruida por otro incendio. Ese mismo año, el entonces Alcalde Mayor de Tabasco Pedro Dufau Maldonado solicita por medio de una carta al Virrey, se autorice la construcción de una nueva Casa Real, sin embargo no obtiene respuesta, por lo que el 20 de noviembre de 1766 nuevamente hace la petición, teniendo respuesta hasta el 8 de diciembre de 1768 por parte de Don Carlos Francisco de Croix, Virrey de la Nueva España quien autoriza la construcción de la nueva Casa Real de Tacotalpa de la Real Corona.
En febrero de 1769, a solicitud del alcalde mayor Pedro Dufau Maldonado y con el permiso del Virrey de Cruillas, se inició la construcción de la nueva Casa Real, mesón público, cárcel, y la bodega de tabaco del rey, terminándose ese mismo año; éstas importantes edificaciones desaparecieron junto con la calle durante la gran creciente de 1836.
En 1786, las milicias de Tabasco enviadas desde Tacotalpa de la Real Corona al mando del capitán Juan de Amestoy y del teniente Francisco Interiano, desalojan definitivamente a los ingleses de la Laguna del Carmen reincorporándola a Tabasco. El control español de la isla del Carmen fue apenas el primer paso para acabar con la amenaza corsaria en Tabasco.
En diciembre de 1790 se juró en la villa de Tacotalpa de la Real Corona, capital de la provincia, la adhesión de Tabasco al rey de España Carlos IV; la crónica de éste acontecimiento fue publicada en La Gaceta de México, el 12 de abril de 1791, era gobernador militar y político de Tabasco Francisco de Amuzquivar, primero que recibió ese título y quien apenas unos meses después murió en esa villa en 1791.
Para 1794, la villa de Tacotalpa de la Real Corona, capital de Tabasco, contaba con una población de 2,031 habitantes, Tapijulapa 1,342 y Oxolotán 341.
Reducida la amenaza de los piratas ingleses en los pueblos ribereños de Tabasco, en 1795 el gobernador de la provincia Miguel de Castro y Araoz, solicitó al Virrey Miguél de la Grúa Talamanca y Branciforte el cambio de los poderes de la provincia, de Tacotalpa de la Real Corona a Villahermosa de San Juan Bautista.
Tacotalpa de la Real Corona fue sede del gobierno colonial de Tabasco 118 años. El retorno de la capital a Villahermosa fue autorizado por el Virrey en el mes de enero, sin embargo fue hasta el lunes 15 de agosto en que se realizó el cambio, de acuerdo al último informe del gobernador Castro y Araoz al virrey Marqués de Branciforte fechado en Tacotalpa de la Real Corona el 3 de julio de 1795.
Después de esa fecha, el despoblamiento de Tacotalpa hacia Teapa y Villahermosa fue vertiginoso, casi la totalidad del comercio cerró sus puertas y el olvido comenzó a cubrir a la antigua capital colonial de Tabasco.

### La Independencia
Consolidada la Independencia de México, según la Ley de la División Territorial del 23 de marzo de 1825, Tacotalpa y los pueblos de Tapijulapa, Oxolotán y Puxcatán, integran el departamento de la Sierra cuya cabecera es Teapa, pero el 8 de noviembre del siguiente año, según decreto, Tacotalpa pasa a ser la cabecera.

#### Revolución federalista
En 1837 el presidente Anastasio Bustamante nombró al General José Ignacio Gutiérrez gobernador de Tabasco, quien gobernó con mano dura persiguiendo a sus enemigos federalistas, lo que desató en 1839 una guerra civil en el estado conocida como la "Revolución federalista". La rebelión inició en Jonuta a finales de 1839, y en abril de 1840, los simpatizantes federalistas de Tacotalpa, se alzaron en armas en contra del gobernador Gutiérrez y tomaron Jalapa. Sin embargo las tropas del General Ignacio Gutiérrez atacaron Jalapa y obligaron a los federalistas a replegarse a Tacotalpa, la cual fue duramente atacada por los centralistas.
En noviembre de 1840 Fernando Nicolás Maldonado, recuperó Tacotalpa para los federalistas, e inició su ascenso a la capital del estado.

#### Intervención estadounidense
Durante la Intervención estadounidense en Tabasco (1846-1847) los patriotas tacotalpenses Manuel J. Jiménez, Lino Merino, Hilario y José María Caballero y Juan I. Jiménez, lucharon por la defensa de Tabasco al lado del gobernador Juan Bautista Traconis logrando derrotar a los norteamericanos en la Primera Batalla de Tabasco el 26 de octubre de 1846.

#### Capital provisional
Debido al despiadado ataque norteamericano sobre San Juan Bautista en junio de 1847, el entonces gobernador del estado Justo Santa Anna instaló provisionalmente la capital del estado en Tacotalpa, y el 18 de julio se juró en esta villa la Constitución de 1824 que fue reformada en 1847.
El 21 de julio de ese mismo año, se expide un decreto en la villa de Tacotalpa, indicando que "Estando el enemigo extranjero ocupando la capital del estado San Juan Bautista, se convoca al Congreso Cosnstitucional a sesiones extraordinarias para determinar las acciones para la defensa del país".
El 22 de julio de 1847, las fuerzas tabasqueñas encabezadas por Miguel Bruno Daza logran expulsar a los invasores norteamericanos del estado, y a finales del mismo mes, el gobernador del estado Justo Santa Anna regresa los poderes estatales a la ciudad de San Juan Bautista.

#### Intervención francesa
El 18 de junio de 1863, durante la intervención francesa en Tabasco, el ejército francés a cuyo mando iba Eduardo González Arévalo, amaneció ante la capital del estado San Juan Bautista, iniciando un fuerte bombardeo y desembarcando con 150 hombres. El bombardeo fue tan intenso que obligó al repliegue de los defensores hacia las afueras de la ciudad. Ante esto, el enemigo pudo ocupar la capital del estado el 19 de junio, haciendo huir a las autoridades tabasqueñas.

#### Capital provisional
Ante la ocupación de la capital del estado por parte de las fuerzas intervencionistas francesas, el gobernador del estado Victorio Victorino Dueñas y demás autoridades se trasladan a la Sierra nombrando a la villa de Tacotalpa capital provisional de Tabasco.
En octubre de ese mismo año de 1847, el coronel Lino Merino Marcín se alzó en armas en Tacotalpa, en contra de la invasión francesa, secundando la proclama realizada en Cárdenas por Andrés Sánchez Magallanes y reconociendo a Gregorio Méndez como cabeza del Ejército Libertador Tabasqueño.
Una vez que los franceses fueron derrotados y expulsados de la ciudad de San Juan Bautista, el 27 de febrero de 1864, días después, el gobernador provisional del estado Justo Santa Anna, decretó el regreso de los poderes estatales a San Juan Bautista.

#### Guerra de Reforma
En 1854, gobierno y pueblo de Tacotalpa se adhieren al Plan de Ayutla y en 1858 el coronel Lino Merino Marcín se levanta en armas contra el general Félix Zuloaga, reconociendo como Presidente de la República a Benito Juárez y como gobernador a Justo Santa Anna, según la Constitución de 1857; desde entonces, Lino Merino no dejó de luchar por la causa liberal que encabezaba Juárez, siendo uno de los primeros tabasqueños en sublevarse contra la intervención francesa en México.

#### Cabecera municipal
A partir del 21 de diciembre de 1883, según la Ley Orgánica de la División Territorial y Reglamentaria sancionada por el gobernador Manuel Mestre Gorgoll, Tacotalpa es uno de los 17 municipios de Tabasco y se declara a la villa de Tacotalpa como la cabecera del municipio.

### Garridísmo
Durante el movimiento anticlerical (1928-1936) impulsado por el gobernador Tomás Garrido Canabal, hubo en Tacotalpa requisa de imágenes religiosas que se amontonaban en la plaza pública para ser incineradas; la iglesia de Nuestra Señora de la Asunción de la villa de Tacotalpa no pudo ser derribada debido a la solidez de su construcción, siendo habilitada como caballeriza y cuartel militar, pero la imagen de la patrona del pueblo tuvo que ser escondida en Chiapas para salvarla de las llamas. Se salvaron también las iglesias de Santiago Apóstol de Tapijulapa pero fue desmantelada y el Convento de Santo Domingo de Guzmán en Oxolotán fue dinamitado parcialmente.
Las crecientes del caudaloso río de la Sierra, año tras año iban devorando la pequeña villa de Tacotalpa, la paulatina pero inexorable destrucción de la villa acabó con todas las construcciones que se hicieron durante el período colonial en que fue capital de la provincia de Tabasco a excepción de la iglesia de la Virgen de la Asunción, y amenazaba seriamente con acabar el resto; por ello, durante el gobierno de Francisco Javier Santamaría y siendo presidente municipal Calixto Merino Bastar (1953-1954) se desvió el cauce del río Tacotalpa construyéndose un canal o “rompido” entre las fincas “El Porvenir” y “San Román” que acabó con el peligro de la devastación total. El brazo del antiguo río que quedó frente a Tacotalpa recibió el nombre de "Río Muerto".

## Infraestructura

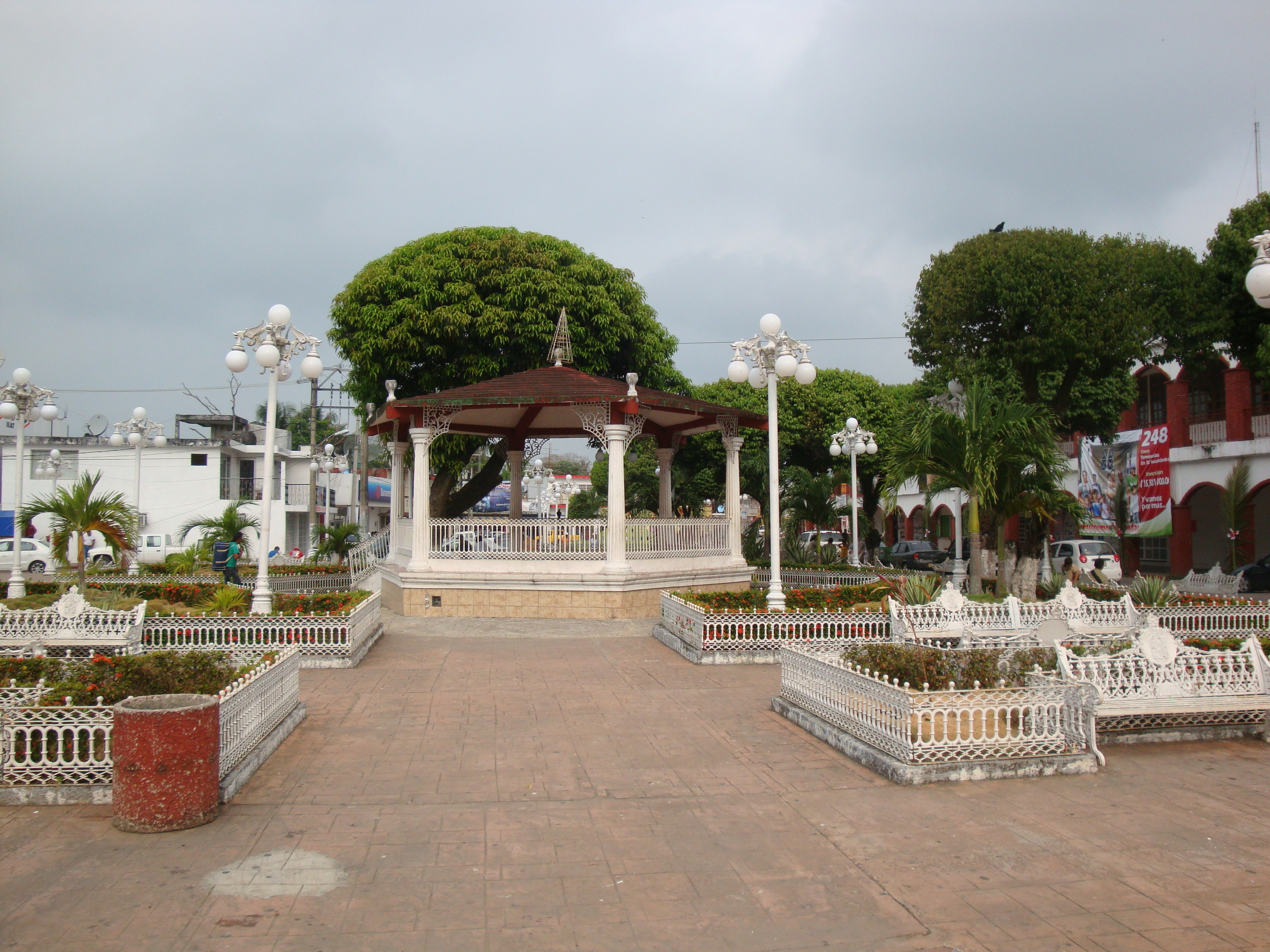
Parque principal de la ciudad de Tacotalpa.

La ciudad de Tacotalpa, cuenta con sus calles pavimentadas con concreto hidráulico. También existen servicios como central de autobuses, sitio de taxis, telefonía fija y red de telefonía celular, correos, telégrafos, señal de televisión, etc.
La traza urbana de la ciudad, está dominada principalmente por calles angostas y sinuosas, características de una ciudad antigua y pequeña.

### Servicios públicos
Los servicios públicos con que cuenta el municipio son: energía eléctrica, agua potable, alumbrado público, seguridad pública y tránsito, panteones, rastro público, mercados, calles pavimentadas, servicio de limpia, mantenimiento de drenaje, parques y jardines.

### Servicios municipales
El ayuntamiento administra los servicios de:  parques y jardines, mercados, limpia, unidades deportivas y recreativas, panteones y rastros.

## Economía
La economía de la ciudad se fundamenta principalmente en las actividades agrícolas y ganaderas del municipio.

### Industria
En la ciudad hay algunas pequeñas fábricas de quesos y derivados de leche, también existen fábricas de muebles y pequeñas talabarterías.

### Comercio
Existen en la ciudad tiendas de abarrotes, supermercados, tiendas de ropa, muebles, calzado, alimentos, licorerías, ferreterías, materiales para la construcción, papelerías, farmacias, refaccionarías, etc.

### Servicios
La ciudad de Tacotalpa cuenta con servicio de cajero automático, hotel, fondas y restaurantes, bares, casino social, sitio de automóviles, transporte rural, clínica y farmacia, talleres automotrices, de hojalatería y pintura.

## Vías de comunicación
A Tacotalpa se puede arribar por carretera, ferrocarril y vía fluvial.

### Carreteras
- Por carretera, la ciudad de Tacotalpa se encuentra comunicada con las ciudades de Jalapa y Villahermosa por la carretera estatal Villahermosa - Jalapa - Tacotalpa. Por esta carretera, la distancia a la ciudad de Villahermosa es de 64 km.

- También se puede llegar a Tacotalpa por la carretera estatal de 24 km Tacotalpa - Teapa y luego tomar la carretera federal N.º 195 Villahermosa - Tuxtla Gutiérrez. Dicha carretera comunica a la ciudad de Tacotalpa con la ciudad vecina de Teapa y Villahermosa.

### Ferrocarril
- Vía ferrocarril, se llega a Tacotalpa, por el ferrocarril Coatzacoalcos - Mérida, el cual cuenta con varias estaciones en el municipio, una de ellas cerca de la ciudad.

### Vía fluvial
- Por vía fluvial, Tacotalpa está comunicada por el río de La Sierra, el cual era usado en la antigüedad, para comunicar a los habitantes de Tacotalpa, con la capital del estado y otras ciudades vecinas como Jalapa y Teapa. Sin embargo, en la actualidad, es utilizado por habitantes de comunidades rurales cercanas, quienes en sus embarcaciones acuden a la cabecera municipal.

## Turismo

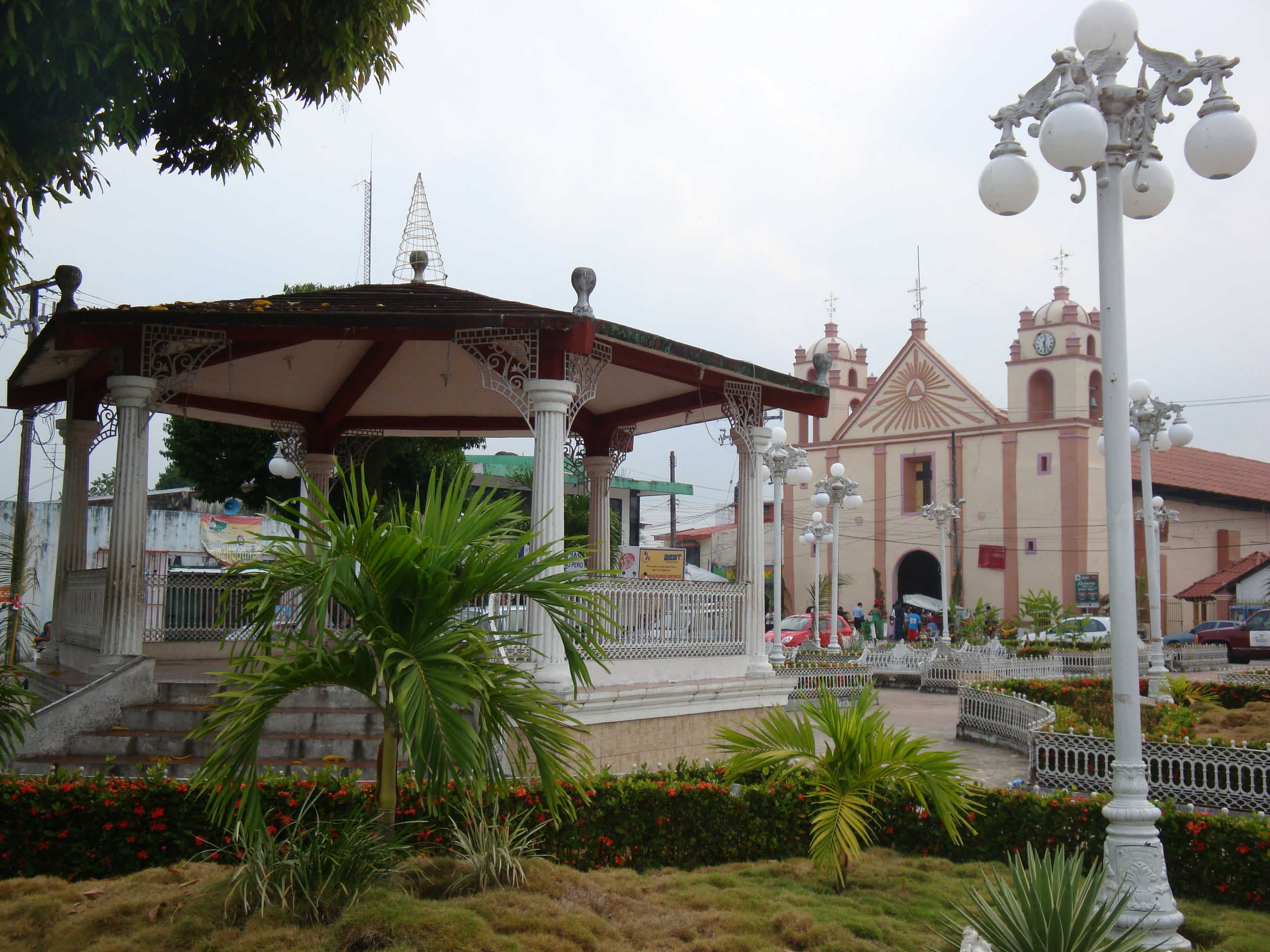
Iglesia de la Asunción y parque principal en la ciudad de Tacotalpa.

La ciudad de Tacotalpa es de las más antiguas del estado, fue capital de la provincia de Tabasco por más de un siglo, sin embargo, las fuertes crecientes del río de La Sierra, destruyeron casi la totalidad de los edificios coloniales. Solo pocas construcciones que permanecen en pie.

### Iglesia de la Virgen de la Asunción
Es de las iglesias más antiguas del estado. Su construcción inició en 1703 y concluyó en 1710. Sobrevivió no solo a las crecientes del río de La Sierra, sino también a la persecución religiosa emprendida por el gobernador Tomás Garrido Canabal en 1934.

### Atractivos cercanos

#### Tapijulapa
Pintoresca población declarada "Pueblo Mágico" el 9 de junio de 2010. Se localiza en la sierra tabasqueña, y cuenta dentro de sus atractivos a su iglesia que data del siglo XVIII. Además cientos de paseantes acuden a bañarse en las aguas de los ríos Amatán y Oxolotán.

#### Oxolotan
Población de la sierra, cuenta con el Templo y exconvento de Santo Domingo de Guzmán, un convento construido por los frailes dominicos en 1633, en cuyas instalaciones se localiza hoy el "Museo de la Sierra".

#### Desarrollo ecoturístico Kolem Jaa
Complejo ecoturístico enclavado en la sierra tabasqueña, cuenta con instalaciones certificadas para practicar ecoturísmo y turismo de aventura. Dentro de sus instalaciones se localiza la segunda Canopea (Canopy) más larga de Latinoamérica. También se puede practicar rapel, senderismo, bicicleta de montaña y otras actividades. En el lugar existen cabañas y restaurante.

#### Villa Luz
Cuenta con cascadas de aguas sulfurosas y de agua dulce. En el lugar existe una cueva en donde habitan peces ciegos, también ahí se localiza la que fuera casa del exgobernador Tomás Garrido Canabal.

## Fiestas
- Feria Municipal de Tacotalpa del 12 al 16 de agosto.